# Arceuthobium tibetense
Arceuthobium tibetense là một loài thực vật có hoa trong họ Santalaceae. Loài này được H.X.Kiu & W.Ren mô tả khoa học đầu tiên năm 1982.